# Звенигородский, Геннадий Анатольевич
Генна́дий Анато́льевич Звенигоро́дский (9 августа 1952 — 8 октября 1984) — один из основателей советской школьной (учебной) информатики, преподаватель.

## Биография
Геннадий Анатольевич Звенигородский родился 9 августа 1952 года.
Начал работу в Харькове.
С 1977 года жил в Новосибирске, работал в Вычислительном центре Сибирского отделения АН СССР.
Основные научные интересы Г. А. Звенигородского были связаны с созданием учебных языков программирования и систем, их поддерживающих. Это язык начального обучения программированию Робик и более мощный учебно-производственный язык РАПИРА, использовавшийся при разработке систем школьной информатики. Им же вместе с его учениками была создана и система программирования для этих языков «Школьница», а также несколько других вспомогательных языков (напр., графическая система «ШПАГА» — Школьный ПАкет Графических процедур, Адаптированный).
Геннадий Звенигородский был одним из организаторов Летних школ юных программистов, которые проводятся в новосибирском Академгородке с 1976 г. до сих пор, Всесоюзной заочной школы программирования, организованной на базе журнала для школьников «Квант». Он регулярно вёл занятия в воскресной школе юных программистов при ВЦ СО АН СССР.
Вместе с коллегами, и прежде всего со своим учителем А. П. Ершовым, Г. А. Звенигородский подготовил ряд публикаций, которые заложили фундамент работ по школьной информатике в СССР и сочетались с мировыми исследованиями в этой области.
Принципиально важной стороной работы Г. А. Звенигородского было подкреплённое опытом убеждение, что разработка программного обеспечения школьного учебного процесса по разным предметам должна стать делом самих школьников, воплощением их опыта в изучении информатики и профессиональной ориентации.
Умер 8 октября 1984 года от воспаления лёгких за неделю до защиты диссертации, отражающей его достижения в области школьной информатики.

## Основные публикации
- Звенигородский Г. А. Первые уроки программирования / Под редакцией А. П. Ершова. — М.: Наука, Главная редакция физико-математической литературы, 1985. — 208 с. — (Библиотечка «Квант». Выпуск 41).
- Звенигородский Г. А. Школьная информатика: (концепции, состояние, перспективы). — Новосибирск, 1979. — 51 с. — (Препринт/АН СССР, Сиб. отд-ние, ВЦ; 152). — (Совместно с А.П.Ершовым, Ю.А.Первиным).
- Звенигородский Г. А. Сравнительный анализ языков программирования, используемых в школьном учебном процессе// Проблемы школьной информатики, ВЦ СО АН СССР, Новосибирск, 1986, С.24-38.